# Синюк Андрій Володимирович
Андрій Володимирович Синюк (народився 30 вересня 1988 року) — український юрист, прокурор, заступник керівника Спеціалізованої антикорупційної прокуратури (САП) з серпня 2022 року.

## Біографія та кар'єра
Андрій Синюк закінчив Національну юридичну академію імені Ярослава Мудрого в Харкові, отримавши диплом магістра права.
Свою кар’єру в органах прокуратури Синюк розпочав понад десять років тому. Займав різні посади, серед яких слідчий, помічник прокурора, прокурор і старший прокурор.
У квітні 2016 року переїхав до Києва, де працював старшим слідчим з особливо важливих справ у Генеральній прокуратурі. Він займався розслідуванням злочинів, скоєних працівниками прокуратури. Пізніше обіймав посади заступника та начальника цього відділу.
У квітні 2020 року Синюк став прокурором відділу, що здійснював нагляд за дотриманням законів працівниками Служби безпеки України (СБУ) та Державної прикордонної служби України.

## Участь у конкурсі на посаду керівника САП
У 2021 році Андрій Синюк взяв участь у конкурсі на посаду керівника Спеціалізованої антикорупційної прокуратури. Він увійшов до числа фіналістів разом із детективом НАБУ Олександром Клименком. За результатами конкурсу Клименко набрав 246 балів, тоді як Синюк — 229 балів. 
Процес призначення нового керівника САП затягнувся, і рішення не було ухвалене вчасно.
У серпні 2022 року Генеральний прокурор України Андрій Костін підписав указ про призначення Андрія Синюка на посаду заступника керівника Спеціалізованої антикорупційної прокуратури.